# كارولين ريا
كارولين ريا (بالإنجليزية: Caroline Rhea)‏ (و. 1964  م) هي ممثلة هزلية، وعارضة، وممثلة أفلام كندية، ولدت في مونتريال.
.

## وصلات خارجية
- كارولين ريا على موقع IMDb (الإنجليزية)
- كارولين ريا على موقع روتن توميتوز (الإنجليزية)
- كارولين ريا على موقع ألو سيني (الفرنسية)
- كارولين ريا على موقع ميوزك برينز (الإنجليزية)
- كارولين ريا على موقع أول موفي (الإنجليزية)
- كارولين ريا على موقع قاعدة بيانات الأفلام السويدية (السويدية)
- كارولين ريا على موقع إن إن دي بي (الإنجليزية)
- كارولين ريا على موقع قاعدة بيانات الفيلم (الإنجليزية)
- كارولين ريا على موقع كينوبويسك (الروسية)